# Kaustifizierung
Die Kaustifizierung (Ätzendmachung) ist ein altes Verfahren der Technischen Chemie zur Herstellung der Ätzalkalien Natriumhydroxid und Kaliumhydroxid. Für die Herstellung von Natriumhydroxid wird es auch Kalk-Soda-Prozess genannt.

## Allgemeines
Vor Einführung elektrochemischer Syntheseverfahren zur Herstellung von Alkalimetallhydroxiden (Chloralkalielektrolyse) wendete man die Kaustifizierung an. Dazu wurde beispielsweise eine Sodalösung mit Calciumhydroxid (Löschkalk) umgesetzt:
{\displaystyle \mathrm {Na_{2}CO_{3}+Ca(OH)_{2}\longrightarrow 2\;NaOH+CaCO_{3}\downarrow } }
Da Calciumhydroxid erheblich löslicher ist als das Nebenprodukt Calciumcarbonat, erfolgte eine nahezu vollständige Fällungsreaktion. Die überstehende Natronlauge konnte durch Eindampfen bis hin zu festem Natriumhydroxid (Ätznatron) konzentriert werden.
Kaliumhydroxid (Ätzkali) stellte man in analoger Weise aus Pottasche her. Die Ätzalkalien benötigte man damals vor allem zur Herstellung von Seife. Seifensieder stellten sich aus Soda selbst Natriumhydroxid her; die industrielle Herstellung gewann im 19. Jahrhundert erst an Bedeutung.

## Großtechnische Verfahrensweise
Die Sodalösung wurde verdünnt und in großen Eisenkesseln direkt mit Branntkalk umgesetzt. Die dabei frei werdende Löschwärme trug zum Erhitzen mit bei. Zusätzlich wurde mittels Dampfeinleitung geheizt. Die Soda stammte zu der Zeit aus dem Leblanc-Verfahren und war dementsprechend verunreinigt mit Sulfat, Sulfid, Sulfit und Thiosulfat. Sulfid und Sulfit bewirkten einen üblen Geruch. Zur Reinigung der entstandenen Natronlauge wurde deswegen Luft eingeblasen oder Salpeter zugesetzt, wodurch viele Verunreinigungen oxidiert wurden. Dann engte man die Lösung ein und ließ die meisten Salze auskristallisieren.